# Emánuel Moór

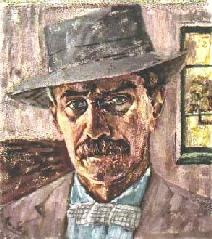
Emánuel Moór, Selbstporträt

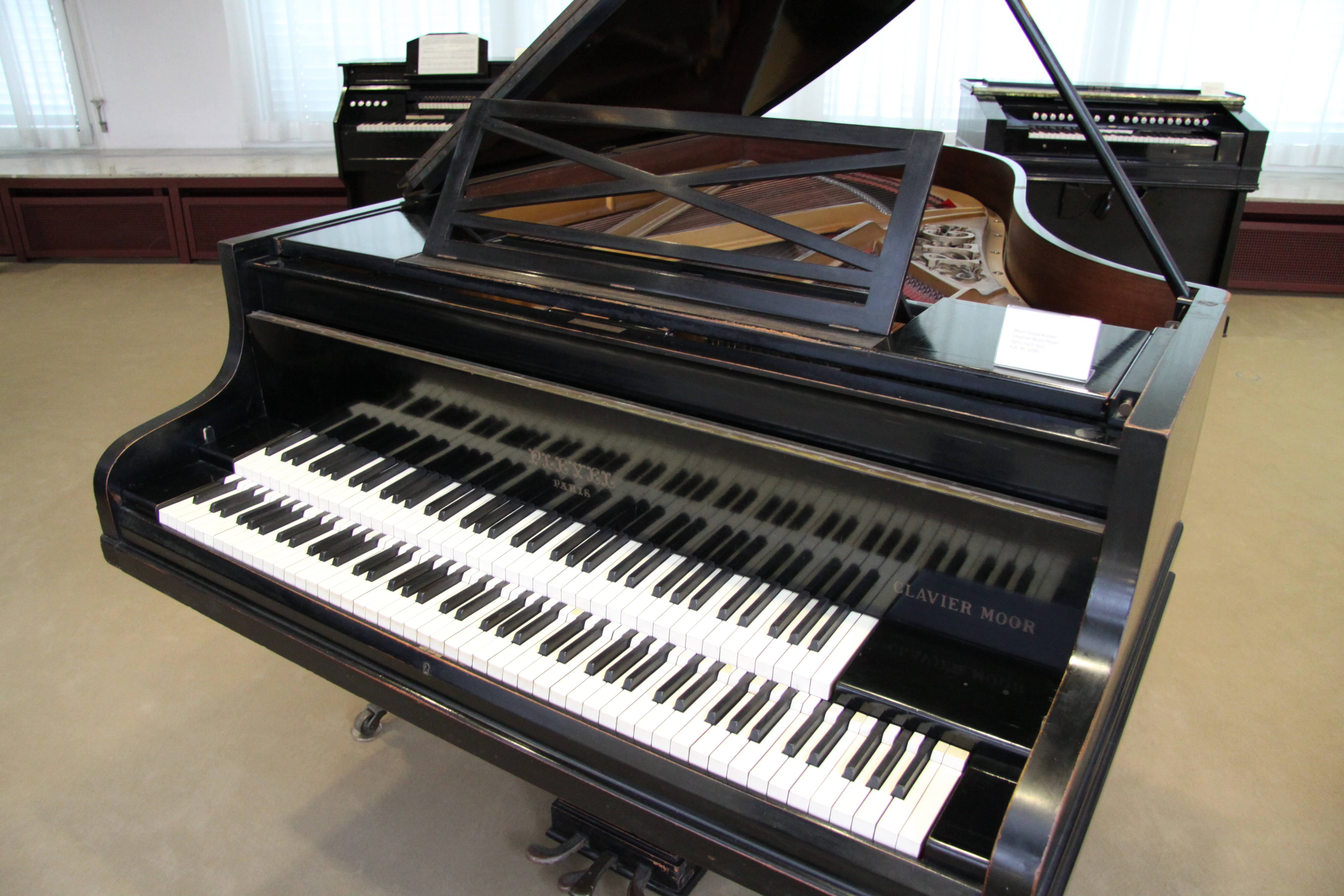
Duplex-Coupler Grand Pianoforte von Pleyel, um 1927; Musikinstrumenten-Museum Berlin

Emánuel Moór [ˈɛmaːnuɛl ˈmoːr] (* 19. Februar 1863 in Kecskemét, Kaisertum Österreich; † 20. Oktober 1931 in Chardonne, Schweiz) war ein ungarischer Komponist, Pianist und Erfinder und Bruder des Kunstmalers Henrik Moor.

## Leben
Emanuel Moór wurde als Sohn des Opernsängers und Kantors Rafael Moór geboren, der ihm den ersten Unterricht gab. Er studierte Komposition in Budapest bei Robert Volkmann, in Wien bei Anton Door und Anton Bruckner. Mit 18 Jahren wurde er Lehrer für Klavier am Musikkonservatorium in Szeged.
Er unternahm zwischen 1885 und 1897 Konzertreisen, die ihn bis in die USA führten, bei denen er auch mit der Sängerin Lilli Lehmann auftrat. 1888 heiratete er Anita Burke in England und wurde britischer Staatsbürger. George Henschel setzte sich für seine Orchestermusik ein. Von dort zog er 1901 in die Schweiz.
Seit einem Treffen mit dem Cellisten Pablo Casals 1905 förderte dieser entschieden seine Musik und deren Verbreitung bei seinen Kollegen. Das zweite Cellokonzert ist Pablo Casals gewidmet. Das Cellodoppelkonzert wurde von Casals und seiner damaligen Lebensgefährtin Guilhermina Suggia europaweit aufgeführt. Für das Trio Casals, Alfred Cortot und Jacques Thibaud schrieb Moór ein Tripelkonzert. Casals, André Hekking, Joseph Salmon und Diran Alexanian bestritten die Uraufführung des Celloquartetts op. 95.
Nach dem Ersten Weltkrieg widmete er sich dem Musikinstrumentenbau und erfand ein Doppelklavier, das Duplex-Coupler Grand Pianoforte, bei dem zwei übereinander liegende Manuale gekoppelt werden konnten, das unter anderem von Pleyel, Bechstein (1929), Steinway & Sons und Bösendorfer
gebaut wurde. Nach dem Tod der ersten Frau Anita 1922 heiratete er 1923 die Pianistin Winifred Christie, die die eifrigste Verfechterin des Doppelmanualflügels wurde.
Neben fünf Opern und acht Sinfonien komponierte er vier Klavier-, vier Violin- und zwei Cellokonzerte, ein Bratschen- und ein Harfenkonzert, ein Tripelkonzert für Violine, Cello und Klavier, kammermusikalische Werke, ein Requiem und Lieder.
2022 wurde der Duplex-Flügel von dem Cellisten David Stromberg wiederentdeckt, der sich seitdem auch für Aufführungen mit dem Instrument einsetzt.

## Werkeinspielungen
- Prelude Op. 123 | Zara Nelsova (Violoncello), Wilfrid Parry (Piano accomp.) | LP Emanuel Moor; De Falla, Piatigorsky (Decca K. 2088 / London Records T. 5122), 1950. Wiederveröffentlichung auf CD Great Moments in Cello Playing (Cello Classics CC 1006), 2001
- Suite For Four Cellos, Op. 95 | New York Philharmonic Cello Quartet (Anthony Sophos, Laszlo Varga, Martin Ormandy, Nathan Stutch) | LP Works by Vivaldi, Bartok, Moór, Jongen (Decca Gold Label Series DL 9946), 1957
- Suite pour quator de violoncelle, op. 95 | Nederlands Cellokwartet (Jean Decroos, Fred Pot, Yke Viersen, Truus van Tol) | LP Kousnetzoff, Moor, Bartók (CBS 71099), 1980
- Suite pour quatre violoncelles op. 95 | Cellokwartet Amsterdam (Gregor Horsch, Sebastiaan van Eck, Judith Jamin, Pascale Went) | CD Moór and more...  Mozart, Brahms, de Swert, Mainardi,  Pachelbel, Pütz (Quartz Classics CKA-03), 2003
- Sonata No. 2 for Cello and Piano Op. 55 | David Frühwirth, Christoph Ehrenfellner (violins), Geneviève Strosser (viola), Péter Szabó (cello), Zsuzsa Kollár (piano) | CD H. Koessler, E. Moór – Chamber works (Hungaroton Classic – HCD 32331), 2005
- Stabat Mater | Calliope (Direction: Liliane Gerber, Orgue: Sébastien Vonlanthen, Mezzo: Mary-Josée Boinay) | CD Calliope – Ensemble vocal féminin. Werke von Maurice Duruflé, Francis Poulenc, Marcelo Giannini. Emanuel Moor, André Caplet, Gilbert Bezençon d’après Jean Tisserand 15è s., François Auguste Gevaert, César Franck | Studio Artefax, Lausanne, 2006
- Sonata No. 1 for Piano & Cello Op. 22, Sonata for Cello & Piano Op. 53, Sonata No. 3 for Piano & Cello Op. 76 | Péter Szabó (cello), Adrienne Krausz (piano) | CD Emanuel Moór – Sonatas for Cello & Piano (Hungaroton Classic – HCD 32462), 2007
- Sonata op. 55 in G major (dedicated to M. et Mme. Brandoukoff), Sonata op. 22 in C minor (dedicated to Alfredo Piatti), Suite pour Quatre Violoncelles op.95 | Gregor Horsch (cello), Carole Presland (piano), Cellokwartet Amsterdam (Gregor Horsch, Judith Jamin, Pascale Went, Sebastiaan van Eck) | CD Emanuel Moór – Works for Cello (Cello Classics CC1018), 2007
- Suite pour quatre violoncelles Op. 95 | Ponticello (Caroline Milot, Julie Trudeau, P.-A. Bouvrette, Ioav Bronchti) | CD Ponticello – Quatuor de violoncelles. Werke von Thierry Muller, Joseph Bodin de Boismortier, Joseph Jongen, Emánuel Moór, Olivier Messiaen, Paco de Lucía (XXI-CD 2 1681), 2009
- Suite pour Violon et Violoncelle op. 109 | Jansa Duo (Christine Rox, Violine;  Klaus-Dietrich Brandt, Violoncello) | CD Rare chamber music Vol. 1. Ernst Bachrich, Ernst Toch. Emánuel Moór, Rudolf Moser, Erwin Schulhoff (ARS 38 067), 2010
- Concerto for 2 cellos in D major, Op. 69 | Yong Siew Toh Conservatory Orchestra, Qian Zhou (violin), Qin Li-Wei & Sebastian Comberti (cellos), Jason Lai (conductor) | CD Moór doubles Brahms (Cello Classics CC1031), 2013
- Aria Op.40, Sonata for Piano and Violoncello No.1 in C Minor, Op.22 | Tamás Varga (violoncello), Christopher Hinterhuber (piano) | CD Zemlinsky & Moór: Cello Sonatas (Camerata Tokyo, CMCD-28286), 2013
- Concerto for 2 Cellos and Orchestra in D major, Op. 69, Concerto for Cello and Orchestra in C sharp minor Op. 64, Prelude for Cello and  Orchestra in E major Op. 123 | Péter Szabó (cello),  Ildikó Szabó (cello), Miskolc Symphony Orchestra conducted by Zsolt Hamar | CD Emanuel Moór – Cello Concertos (Hungaroton HCD 32728), 2014
- Ballade in E Major, op. 171 | Samuel Magill (Cello), Beth Levin (Piano) | CD Cello Music from Austria-Hungary – Beethoven, Schnabel, Moór (Navona Records NV 6026), 2016
- Konzert für zwei Violoncelli und Orchester D-Dur op. 69, gewidmet Pablo Casals und Guilhermina Suggia [David Stromberg (Cello), Sebastian Hess (Cello), Nürnberger Symphoniker, Rudolf Piehlmayer (Dirigent)]; Sonate für Violoncello und Klavier a-Moll op. 53, gewidmet Ludwig Lebell [David Stromberg (Cello), Irina Zahharenkova (piano)]; Suite für vier Violoncelli C-Dur op. 95, gewidmet Pablo Casals, André Hekking, Joseph Salmon & Diran Alexanian [David Stromberg (Cello), Niklas Eppinger (cello), Sebastian Hess (Cello), Carina Reeves (cello)] | CD Emanuel Moór - Works for Cello (Oehms Classics OC 1704, Co-Production with BR-Klassik), 2019
- Prelude and Fugue for string quartet, P182 (1917) | Rosenstein String Quartet (Michael Hsu and SooEun Lee, violins; Dirk Hegemann, viola; Markus Tillier, cello); Prelude in E major for viola and piano, Op. 123 (1910–12; arr. Hegemann, 2021) | Dirk Hegemann (viola), Dávid Báll (piano); Pièces lyriques for string quartet, Op. 139 | Rosenstein String Quartet; Romanze for viola and piano, P202 (1895) | Dirk Hegemann (viola), Dávid Báll (piano); Concertstück in C sharp minor for viola and piano, P166 | Dirk Hegemann (viola), Dávid Báll (piano); Concertstück in C sharp minor for viola and piano, P167 (orch. Beraldo, 2020) | Anima Musicae Chamber Orchestra, Mátyás Antal (conductor) | CD Emánuel Moór – Music for viola (Toccata Classics TOCC 0650), 2022
- Sonata in C Minor, op. 22 for cello and piano | David Stromberg, cello; Florian Uhlig, duplex piano | CD Sonatas for Cello and Duplex Piano (Oehms Classics OC 497), Co-Produktion mit Deutschlandfunk Kultur, 2023